# Ichneumon spinulae
Ichneumon spinulae là một loài tò vò trong họ Ichneumonidae.